# 설마리 전투
설마리 전투 또는 임진강 전투(Battle of the Imjin River), 글로스터 고지 전투(Battle of Gloster Hill)는 한국 전쟁 중, 1951년 4월 22일부터 4월 25일 사이에 파주시 적성면 감악산 부근에서 벌어진 전투이다. 중국 인민해방군은 임진강 하류의 유엔군 진지를 공격하였는데, 이는 1951년 3월 수복된 대한민국의 수도 서울을 다시 점령하기 위한 것이었다.
중국인민지원군은 대한민국의 수도였던 서울을 점령하기 위해 임진강 지역을 공격했다. 이 전투는 중공군 춘계공세의 일부로, 춘계공세의 목적은 1951년 3월 유엔군의 성공적인 반격 작전 이후 유엔군이 38도선 북쪽의 캔자스 선까지 진출한 것에 맞서 유엔군에 잃은 영토를 되찾는 것이었다.

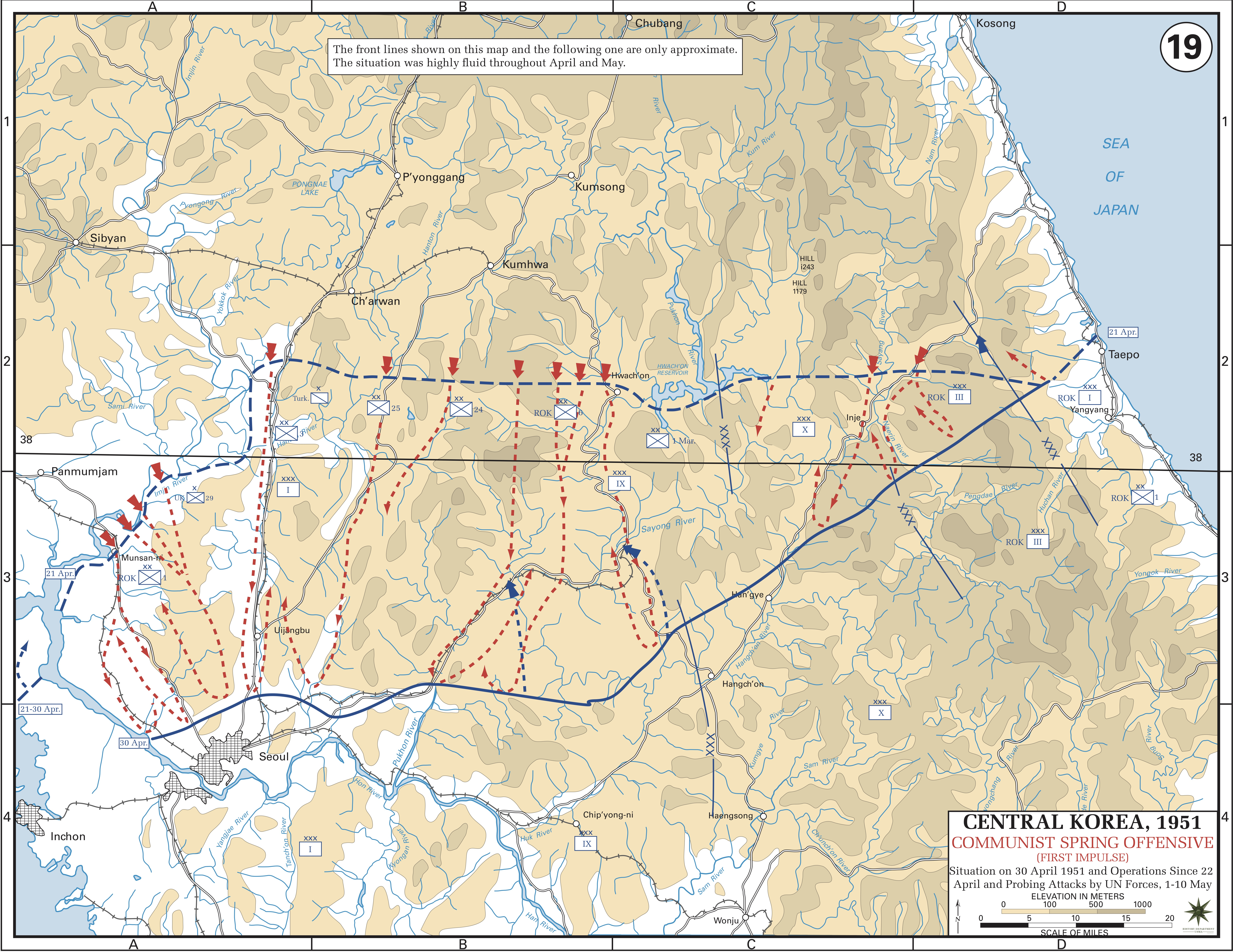

전투가 벌어진 지역은 주로 영국군으로 구성된 제29보병여단에 의해 방어되었다. 29 보병 여단은 영국의 3개 보병 대대, 벨기에의 1개 보병 대대, 지원 전차와 포병대로 구성되어 있었다. 전투 중 영국군은 미군과 필리핀군의 지원을 받기도 했다. 수적으로 우세한 중공군에 맞서 29 보병 여단단은 이틀간 그 자리를 지켰다. 이 전투로 중공군의 기세는 무뎌졌고, 유엔군은 후퇴하여 서울 북부에서 방어를 준비할 수 있었다.
이를 기념하여 1957년에 경기도 파주군 적성면 마지리에 영국군 참전 기념비가 세워졌다. 임진강 전투를 다룬 다큐멘터리 영화가 영국의 대니얼 고든 감독에 의해 제작되어 한국전쟁 60주년인 2010년에 개봉될 예정이다.
전투가 벌어진 유엔군의 구역은 영국 육군 제29보병여단이 맡고 있었고, 영국군 3개 보병대대와 벨기에 유엔 사령부 소속인 벨기에 보병대대 1개로 구성되어 있었으며 전차와 포병의 지원을 받았다. 수적으로 병력이 열세였음에도 불구하고, 제29보병여단은 3일 간 진지를 고수했다. 제29보병여단의 부대원들은 결국 철수할 수밖에 없었다. 그러나 설마리 전투에서 영국 제29보병여단이 시간을 벌어준 덕택에 가평 전투와 같이 다른 지역에 있었던 유엔군은 중공군 공세의 추진력을 꺾을 수 있었고, 서울 북쪽으로 유엔군이 철수해 중공군에 대한 방어작전을 마련할 수 있었다. 이후 중공군은 서울 북쪽의 노네임 선에서 공세가 중단되었다.
"규모가 작더라도 전투의 흉포함은 전세계의 상상을 사로잡았다." 특히, 글로스터셔 연대의 제1대대는 235고지에서 중공군에 의해 포위되었고, 이 고지는 글로스터 고지로 알려지게 되었다. 글로스터 대대를 비롯한 제29보병여단이 설마리 전투에서 보여준 저항은 영국 군사사와 전통의 중요한 일부분이 되었다.

## 기타
설마리 전투에서 글로스터셔 연대 1대대 소속으로 싸우다 중공군에 포로가 되어 정전협정 후 귀환하였던 안소니 파라 호커리 대위가
설마리 전투와 포로 생활를 그린 『한국인만 몰랐던 파란 아리랑』(원제「대검의 칼날」; The Edge of the Sword)라는 회고록을 출간하였다.

## 갤러리

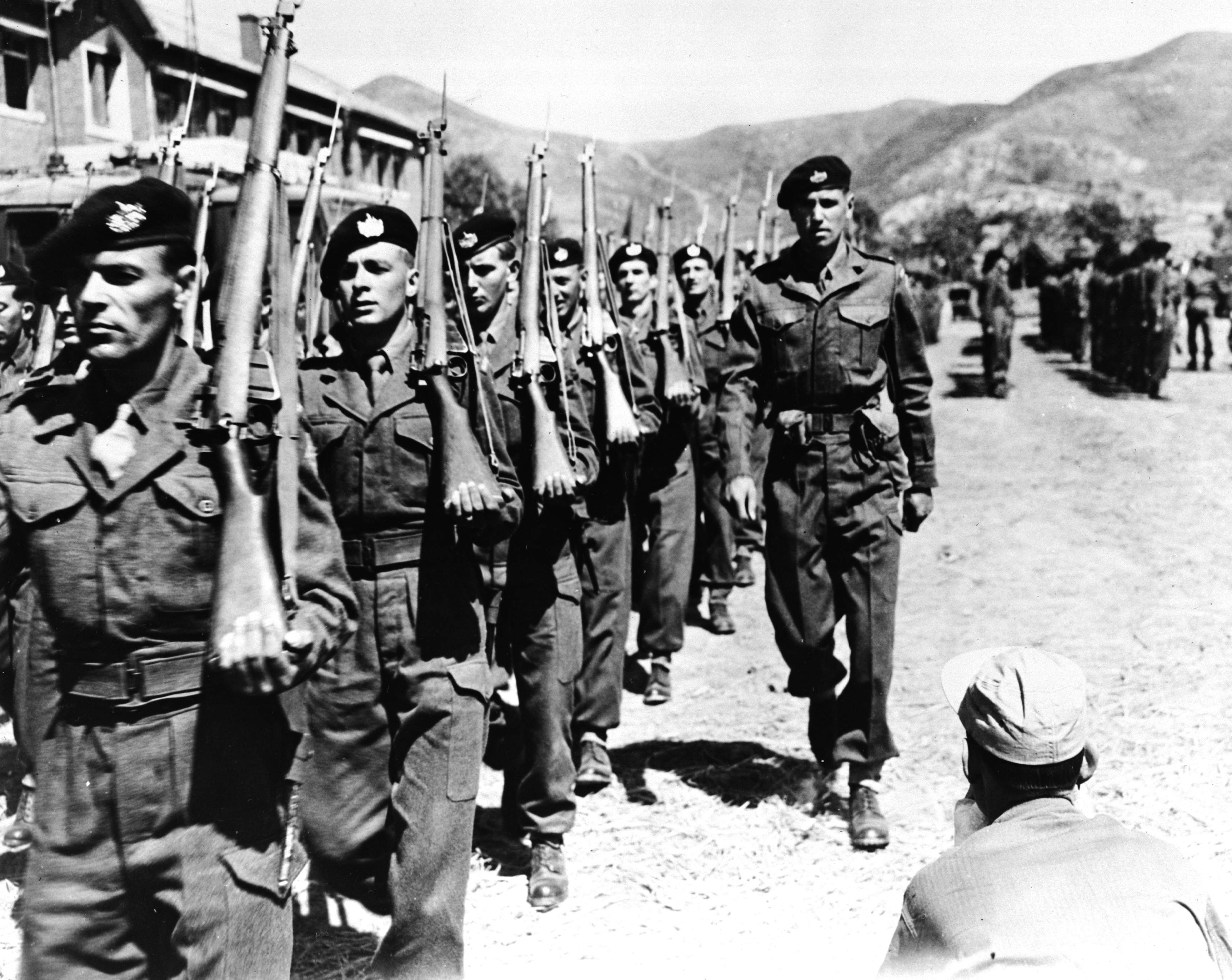
전투 후의 글로스터 부대가 사열 대형으로 정렬하고 있다.
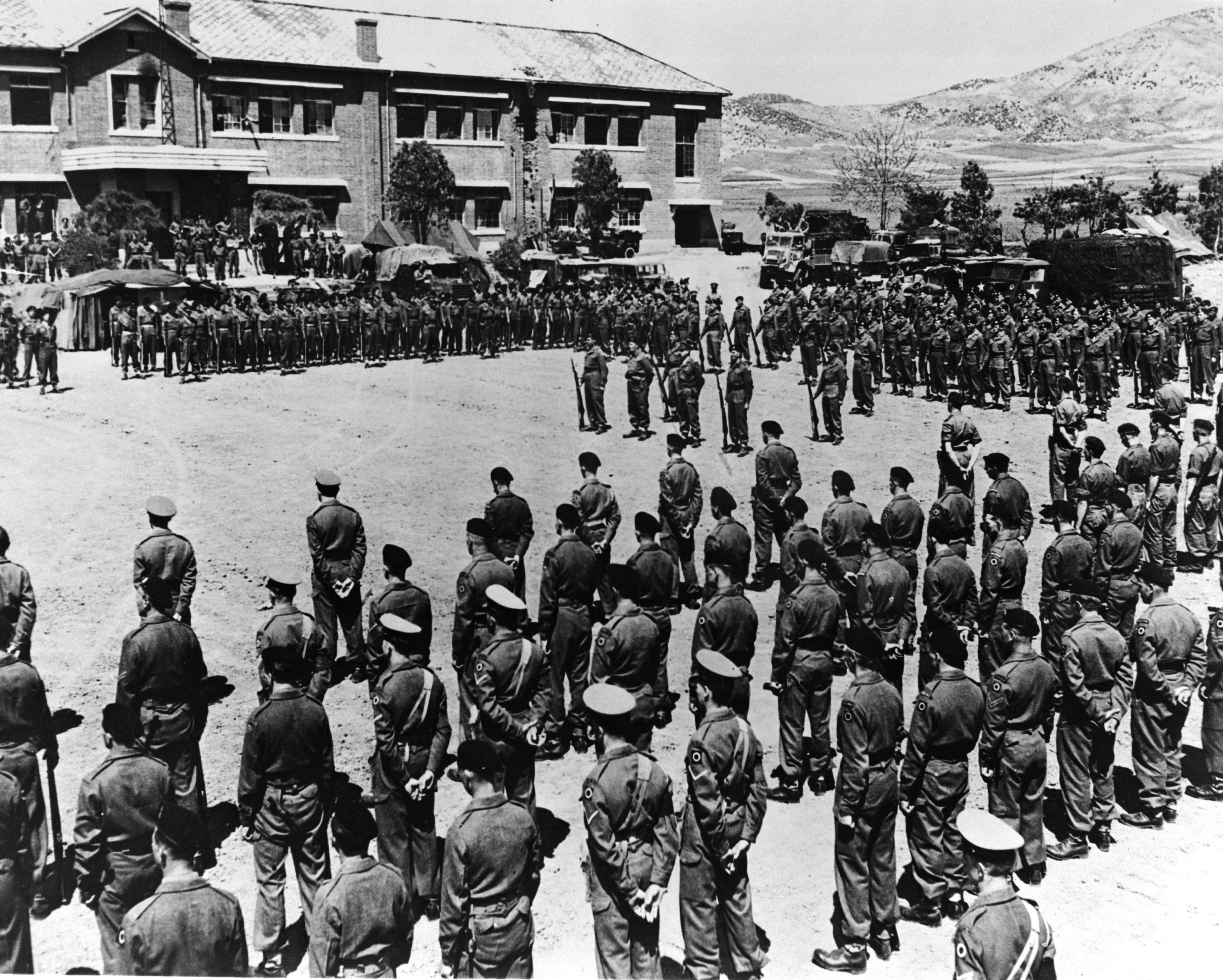
전투 후의 글로스터 부대가 사열을 받고 있다.
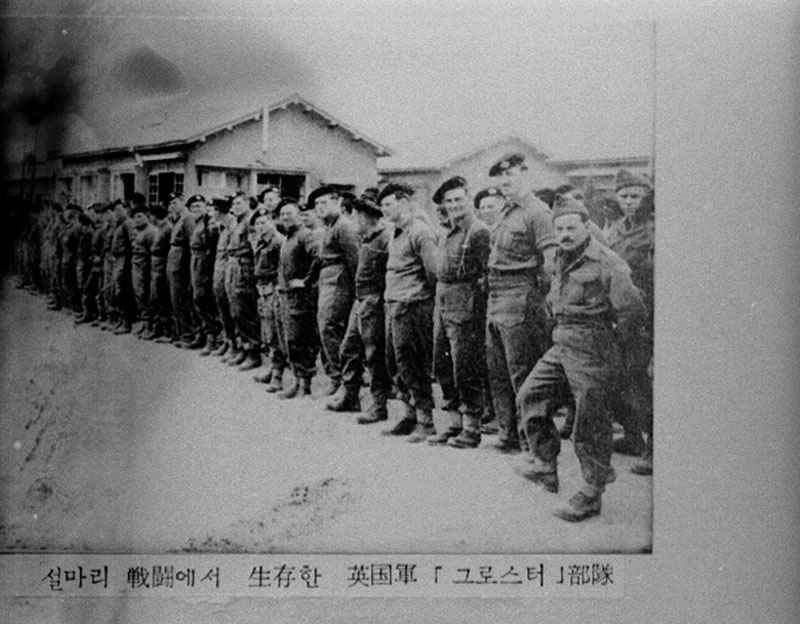
설마리전투에서 생존한 글로스터 부대

## 같이 보기
- 가평 전투
- 파주 영국군 설마리전투비